# Kniaz Suvórov (1904)
El Kniaz Suvórov (en ruso: Князь Суворов) fue uno de los cinco acorazados pre-dreadnought de la clase Borodino construidos para la Armada Imperial Rusa en la primera década del siglo XX. Fue el buque insignia de la flota rusa en la guerra contra Japón.
Fue nombrado en honor al kniaz Aleksánder Vasílievich Suvórov, un noble y militar ruso del siglo XVIII.

## Diseño y construcción
El Kniaz Suvórov tenía 121 m de eslora y 23 m de manga. Contaba con un desplacamiento de 14.415 toneladas largas, siendo superior en casi 1.000 del desplazamiento estándar de la clase Borodino.
Su batería principal consistía en 4 cañones de 12 pulgadas (305 mm) tipo Pattern 1895 montados en dos torretas gemelas, una en cada mitad de la superestructura. Su armamento secundario constaba de 12 cañones de 6 pulgadas (152 mm) tipo Pattern 1892 montadas en seis torretas gemelas en la cubierta y 3 a cada lado del buque.
Su tripulación era de 754 marinos, aunque contaba con 928 tripulantes durante la batalla de Tsushima.

## Historial
Terminado después del comienzo de la guerra ruso-japonesa en 1904, se convirtió en el buque insignia del vicealmirante Zinovi Rozhéstvenski, comandante del Segundo Escuadrón del Pacífico. El escuadrón fue enviado al Lejano Oriente unos meses después de su finalización para romper el bloqueo japonés de Port Arthur. Los japoneses capturaron el puerto mientras la escuadra estaba viajando hacia allí y su destino fue cambiado a Vladivostok. 
Durante la batalla de Tsushima el 27 de mayo de 1905, el barco se salió de la línea de batalla después de que un proyectil impactara en su puente, matando a su timonel e hiriendo a su capitán y a Rozhéstvenski. El Kniaz Suvórov finalmente fue torpedeado y hundido por torpederos japoneses. Aparte de 20 oficiales heridos evacuados por un destructor, no hubo supervivientes. 